# Burlington Estate

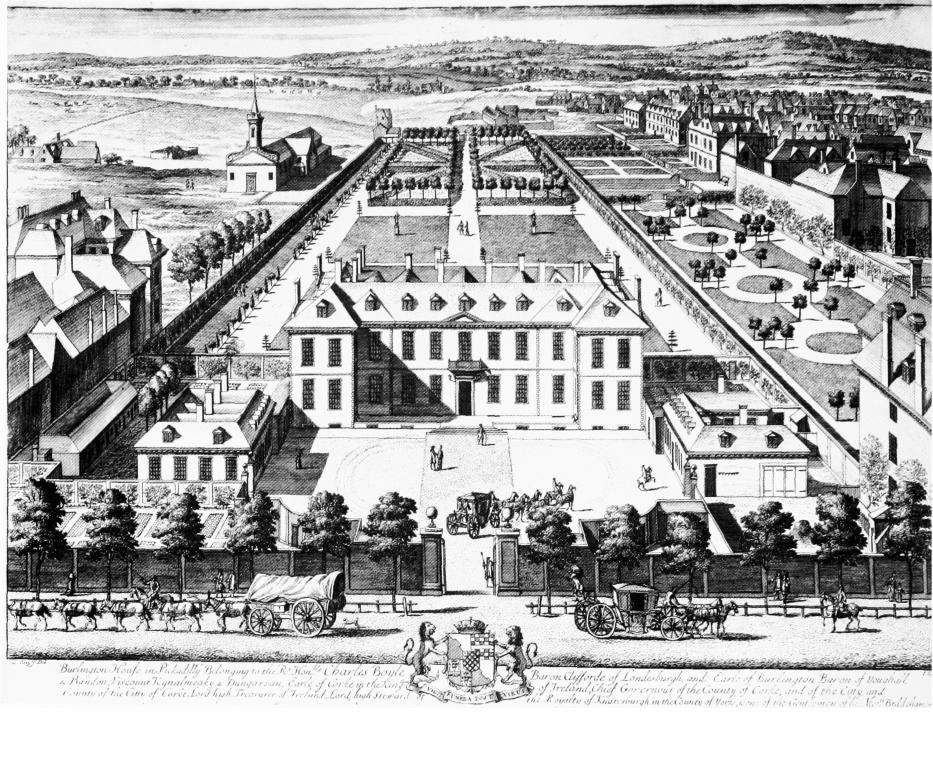
Toàn cảnh Burlington House vào những năm 1690 và các khu vực tạo thành trung tâm Burlington Estate.

Burlington Estate là một khu vực thuộc Mayfair ở phía bắc của đường Piccadilly của thành phố Luân Đôn, nước Anh. Được phát triển vào thế kỷ 18, khu đất thuộc sở hữu của triều đại Người Anglo-Ailen là Richard Boyle, Bá tước đầu tiên của nhà Burlington.

## Địa lý
Burlington Estate được hình thành thông qua một trong những ngôi nhà đầu tiên trong số rất nhiều nhà ở tư nhân rất lớn được xây dựng ở phía bắc của con đường Piccadilly, trước đây là một con đường nông thôn, từ những năm 1660 trở đi. Phiên bản đầu tiên được xây dựng bởi Sir John Denham bắt đầu vào khoảng năm 1664.

### Burlington House

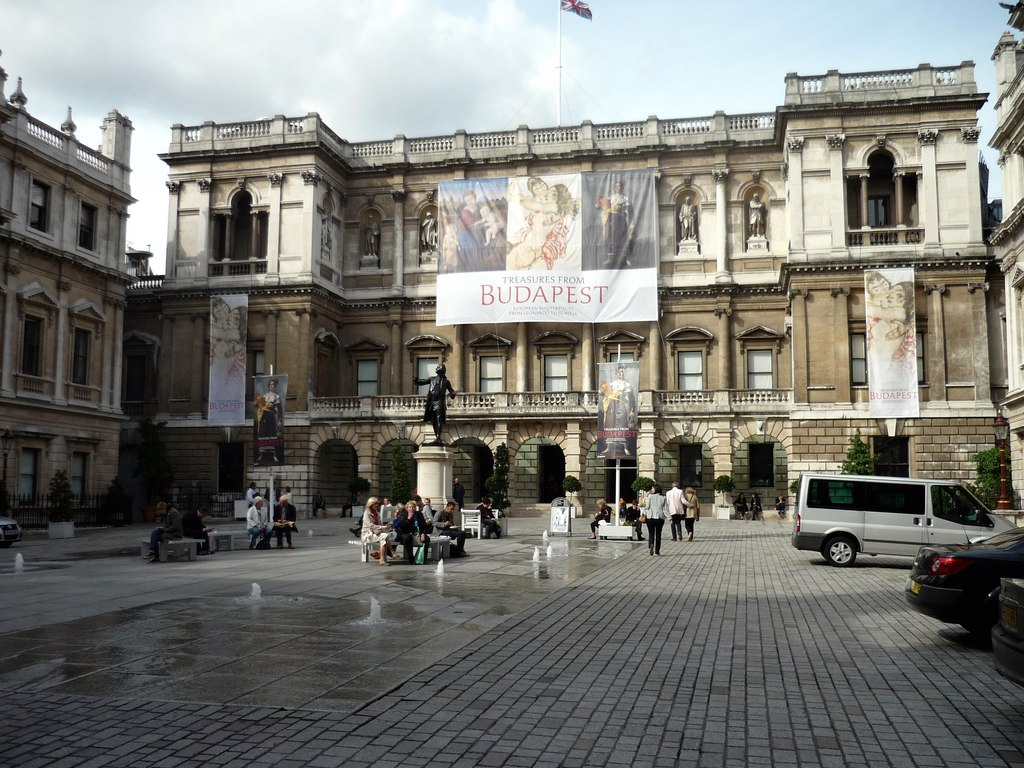
Burlington House (hiện tại là Học viện Nghệ thuật Hoàng gia)

Burlington House, nằm trên con đường Piccadilly, là ngôi nhà chính trong khu đất. Ngôi nhà hiện là nhà của Học viện Hoàng gia, Hiệp hội Địa chất Luân Đôn, Hiệp hội Linnean Luân Đôn, Hiệp hội Thiên văn Hoàng gia, Hiệp hội Cổ vật Luân Đôn và Hiệp hội Hóa học Hoàng gia Anh.
Burlington House ban đầu là một biệt thự Palladian tư nhân thuộc sở hữu của Bá tước của Burlington và được mở rộng vào giữa thế kỷ 19 sau khi được chính phủ Anh mua lại. Burlington House đã được liệt kê Hạng II* trong Danh sách Di sản Quốc gia nước Anh kể từ tháng 2 năm 1970.

### Các khu vực xung quanh
Các đường phố được phát triển trong khu đất bao gồm Cork Street, hiện là trung tâm của các phòng trưng bày nghệ thuật và phố Savile Row. Khu vực này đã được biết đến với các thợ may kể từ khi được phát triển. Beau Brummell (1778—1840), người đã giới thiệu hình thức thời trang lịch lãm của quý ông ở thời đại Regency ở London, ông được biết đến như là người theo chủ nghĩa bảnh bao, thợ may được bảo trợ trong khu vực.